# Ridendo
Ridendo, Revue gaie pour les médecins,  est un journal français d'humour destiné au corps médical, fondé en 1934, et édité par l'Office de vulgarisation pharmaceutique.

## Description
Le numéro zéro porte la date du 31 octobre 1933, suivi d'un numéro d'essai non numéroté.  Le premier numéro porte la date du 5 janvier 1934. 
Le dernier numéro 449 porte la date de septembre 1977
Il suspend sa publication pendant la guerre ; le dernier numéro de l'année 1940 est le n° 119 de juin. 
Il reparaît en 1948 et cesse d'être édité en 1977.
Les couvertures sont illustrées par Jacques Touchet puis Raymond Lep. L'intérieur comprend des illustrations signées Georges Grellet.
Le dessinateur Pierre Soymier (Périgueux,1904-1977) fournit deux dessins par numéro à partir de mars 1949 (n° 128). 